# قانون التاريخ والثقافة الأفروبرازيلية والسكان الأصليين
قانون التاريخ والثقافة الأفروبرازيلية والسكان الأصليين (القانون رقم 11.645/2008) هو قانون برازيلي يلزم بتدريس التاريخ والثقافة الأفروبرازيلية والشعوب الأصلية، وقد تم إقراره ودخل حيز التنفيذ في 10 مارس 2008. وهو يعدل القانون رقم 9.394 المؤرخ 20 ديسمبر 1996، تم تعديله بالقانون رقم 10.639 المؤرخ 9 يناير 2003 الذي وضع المبادئ التوجيهية والأسس للتعليم الوطني البرازيلي لتضمين المناهج الدراسية الرسمية لنظام التعليم الموضوع الإلزامي للتاريخ الأفريقي البرازيلي وتاريخ وثقافة السكان الأصليين.

## الاستقبال
تركز الانتقادات الرئيسية للقانون رقم 11.645/2008 على التنفيذ الفعال له في مختلف مستويات نظام التعليم في الولايات البرازيلية فيما يتعلق بتخطيط المناهج وتطوير المواد، بالإضافة إلى درجة المصداقية. لإدماج منظورات الأفرو-برازيليين والشعوب الأصلية نفسها.